# مارتا ماتوکس
مارتا ماتوکس (انگلیسی: Martha Mattox؛ ‏ ۱۹ ژوئن ۱۸۷۹ – ۲ مهٔ ۱۹۳۳) بازیگر اهل ایالات متحده آمریکا بود.
از فیلم‌هایی که وی در آن نقش داشته‌است، می‌توان به زن وحشی، بازیگران مشتاق، راز خانوادگی، شیطان رقاص و گربه و قناری اشاره کرد.